# Radical de un entero
En teoría de números, el radical de un entero positivo n, es el producto de los números primos que dividen n.
Se utiliza en diversas partes de la teoría de números, por ejemplo, en la formulación de la conjetura abc.

## Definición
La definición formal es la siguiente:
Si
{\displaystyle n=p_{1}^{\alpha _{1}}\cdots p_{k}^{\alpha _{k}}\quad \quad \alpha _{k}\in \mathbb {N} _{0},\;p\in \mathbb {P} }
es un número natural formado por factores primos distintos elevados a un cierto exponente, entonces:
{\displaystyle \operatorname {rad} (n)=\prod _{p\mid n}p}
Otra definición equivalente, considerando {\displaystyle {\mathcal {S}}} el conjunto de enteros positivos que son libres de cuadrados, es:
{\displaystyle \operatorname {rad} (n)=\sup\{x\in {\mathcal {S}}\;:x\leq n\,\land \,x\mid n\}}
o sea, el mayor entero libre de cuadrados que divide a n. Por convenio, rad(1) = 1.
Los radicales de los primeros números enteros positivos son 1, 2, 3, 2, 5, 6, 7, 2, 3, 10,...
(secuencia A007947 en OEIS)

## Propiedades
- La función rad(n) es multiplicativa. Si n y m son dos números enteros positivos coprimos, entonces:

{\displaystyle \operatorname {rad} (m\cdot n)=\operatorname {rad} (m)\cdot \operatorname {rad} (n)}
- n es un entero libre de cuadrados si y sólo si  rad(n) = n.

## Ejemplos
Algunos ejemplos:
{\displaystyle 504=2^{3}\cdot 3^{2}\cdot 7\longrightarrow \;{\mbox{rad}}(504)=2\cdot 3\cdot 7=42}
{\displaystyle 143=11\cdot 13\longrightarrow \;{\mbox{rad}}(143)=11\cdot 13=143}